# Бабинецкий сельский совет (Борщёвский район)
Бабинецкий сельский совет (укр. Бабинецька сільська рада) — входит в состав
Борщёвского района
Тернопольской области
Украины.
Административный центр сельского совета находится в 
с. Бабинцы.

## Населённые пункты совета
- с. Бабинцы